# NGC 622
NGC 622 (другие обозначения — UGC 1143, IRAS01334+0024, MCG 0-5-14, UM 343, MK 571, KARA 56, ZWG 386.16, PGC 5939) — галактика в созвездии Кит. Открыта Уильямом Гершелем в 1785 году. Описание Дрейера: «очень тусклый, довольно крупный диффузный объект».
Рядом с галактикой находятся два квазара, причем к одному из них протягивается выброс галактического вещества, явно связанный с происхождением данного объекта.
В галактике наблюдается повышенное ультрафиолетовое излучение, и потому её относят к галактикам Маркаряна.
Этот объект входит в число перечисленных в оригинальной редакции «Нового общего каталога».